# Mariscal Ramón Castilla (provincie)
Mariscal Ramón Castilla is een provincie in de regio Loreto in Peru. De provincie heeft een oppervlakte van  37.413 km² en telt 72.909 inwoners (2015). De hoofdplaats van de provincie is het district Ramón Castilla.

## Bestuurlijke indeling
De provincie Mariscal Ramón Castilla is verdeeld in vier districten, UBIGEO tussen haakjes:
- (160402) Pebas
- (160401) Ramón Castilla, hoofdplaats van de provincie
- (160404) San Pablo
- (160403) Yavari

Alto Amazonas · Datem del Marañón · Loreto · Mariscal Ramón Castilla · Maynas · Putumayo · Requena · Ucayali